# Archipel de Baffin-Parry
Pour les articles homonymes, voir Baffin et Parry.
L'Archipel de Baffin-Parry est groupe d'îles de l'archipel arctique canadien qui s'étend entre la mer de Baffin et la Baie d'Hudson, au Sud du détroit de Lancaster-et-Barrow. 

## Histoire
Elles furent explorées par William Parry entre 1822 et 1829.

## Géographie
Les principales îles sont : 
- île Cockburn
- île Southampton
- île Winter
- île Mansfield
- île James
- île Nord-Galloway
- île Somerset septentrional.

### Source
Cet article comprend des extraits du Dictionnaire Bouillet. Il est possible de supprimer cette indication, si le texte reflète le savoir actuel sur ce thème, si les sources sont citées, s'il satisfait aux exigences linguistiques actuelles et s'il ne contient pas de propos qui vont à l'encontre des règles de neutralité de Wikipédia.